# Tamás István (fizikus)
Tamás István (Magyarókereke, 1940. március 14.–Kolozsvár?, 2017. dec. ?) erdélyi magyar biofizikus, a fizikatudományok doktora, egyetemi tanár, fizikai szakíró.

## Életútja, munkássága
Középiskolai tanulmányait a kolozsvári 1. sz. Magyar Fiúlíceumban végezte 1957-ben. 1963-ban a BBTE Fizika-Kémia Karán tanári oklevelet szerzett, 2002-ben megkapta a fizikatudományok doktora címet.
Szakmai pályafutását fizikatanárként kezdte az erdődi líceumban (1963). 1966-tól a kolozsvári 3. sz. Belgyógyászati Klinika Nukleáris Laboratóriumának fizikusa, majd vezető fizikusa. 1969-től szakmai továbbképzéseken vett részt Bukarestben, Kecskeméten, Erlangenben, illetve ösztöndíjasként Szegeden és Debrecenben. 1998-tól a BBTE Fizika Karán a Radioizotópok fizikája, A radioizotópok alkalmazása az orvostudományban, majd a Dozimetria és sugárvédelem c. kurzusok előadója.
Kutatási területe a radioizotópok orvosi-diagnosztikai felhasználása, radioizotópos vizsgálatok optimalizálása. Eredményeit (részben társszerzőként) 1972-től több mint 70 szakdolgozatban hazai szakfolyóiratok (StUBB Seria Physica, Rev. Roum. Med Int., Clujul Medical, Romanian Journal of Gastroenterology), külföldön a stuttgarti Nuklear Medizin (1978), a budapesti Izotóptechnika, diagnosztika (1993) és a beijingi World Journal of Gastroenterology (2008) közölték.
Ismeretterjesztő cikkei, könyvismertetései jelentek meg A Hétben és a kolozsvári Igazságban.
Társszerzőként van jelen a következő szakkönyvekben, ill. monográfiákban:
- Scintigrafia secvenţială în gastroenterologie (szerk. Sabin Cotul, Kolozsvár,  1988; 1, 3, 4, és 7. fejezet);
- Explorări clinice şi morfofuncţionale în medicină (szerk. Florea Marin, Marosvásárhely, 1993; VIII. és IX. fejezet);
- Tratat de gastroenterologie clinică (szerk. M. Grigorescu – O. Pascu, Bukarest, 1997; II. kötet; 1. fejezet);
- Chirurgia hipertensiunii portale (szerk. Liviu Vlad, Kv. 1997; 6. fejezet); *Tratat elementar de explorări clinice, biochimico-umorale şi morfofuncţionale în medicină (szerk. Florea Marin, uo. 1998; 16. és 19. fejezet);
- Tratat de hepatologie (szerk. M. Grigorescu, Bukarest, 2004; 5. kötet. 1168–1192).